# Utricularia stanfieldii
Utricularia stanfieldii — вид рослин із родини пухирникових (Lentibulariaceae).

## Біоморфологічна характеристика
Листки надзвичайно дрібні, лінійні, зелені. Суцвіття прямовисне, капілярне, з 2–6 дрібними жовтими квітками з 3-лопатевою нижньою губою віночка і гострими, сильно жилкованими чашечковими часточками.

## Середовище проживання
Зростає у західно-тропічній Африці: Камерун, Кот-д'Івуар, Ліберія, Нігерія, Сьєрра-Леоне, Того.